# Carro de turismo
O termo Turismo associado a automóveis, está relacionado a dois significados: o primeiro, que é o original, descreve um veículo que era comum no Século XX; o segundo, mais moderno, refere-se a uma categoria de competições automobilísticas.

## Significado original

Uma Mercedes Simplex de 1904, exemplo de carro de "turismo".

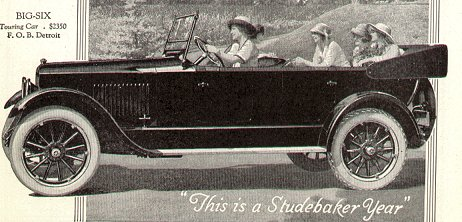
Uma Studebaker Big Six de 1920, outro exemplo de carro de "turismo".

Se define como "de turismo" um automóvel aberto que transporta cinco ou mais passageiros, podendo ter duas ou quatro portas. Muitas vezes a parte central da carroceria era mais estreita, proporcionando uma aparência mais esportiva e personalizada, sendo equipado geralmente com um teto retrátil.
O motor dos primeiros exemplares de automóveis de turismo, eram montados na dianteira ou na parte central. Esse tipo de automóvel evoluiu para o que hoje conhecemos como "Sedans".
Os carros de turismo eram muito populares no início do Século XX, representando uma alternativa aos modelos: Runabout e Roadster. 
Em meados da década de 1910, surgiram nos Estados Unidos, vários tipos de carroceria para os carros de turismo, sendo a mais popular a "turismo quatro portas", sendo a maior parte dos Ford Model T, fabricados com esse tipo de carroceria entre 1908 e 1927. Em termos percentuais, o modelo turismo de 5 passageiros representou 44% dos Ford Modelo T fabricados.
A popularidade dos carros de turismo começou a diminuir no início da década de 1920, quando o compartimento fechado para os passageiros ficou mais barato e portanto mais acessível. Como resultado, a venda dos carros fechados começou a superar a dos carros abertos.

## Nas competições automobilísticas

### Definição
O termo carro de turismo também é uma designação atribuída pela Federação Internacional do Automóvel (FIA) no seu International Sporting Code (ISC), que denota os automóveis de produção usados em competições, introduzida em 1961, como descrito no Apêndice J, artigo 257.

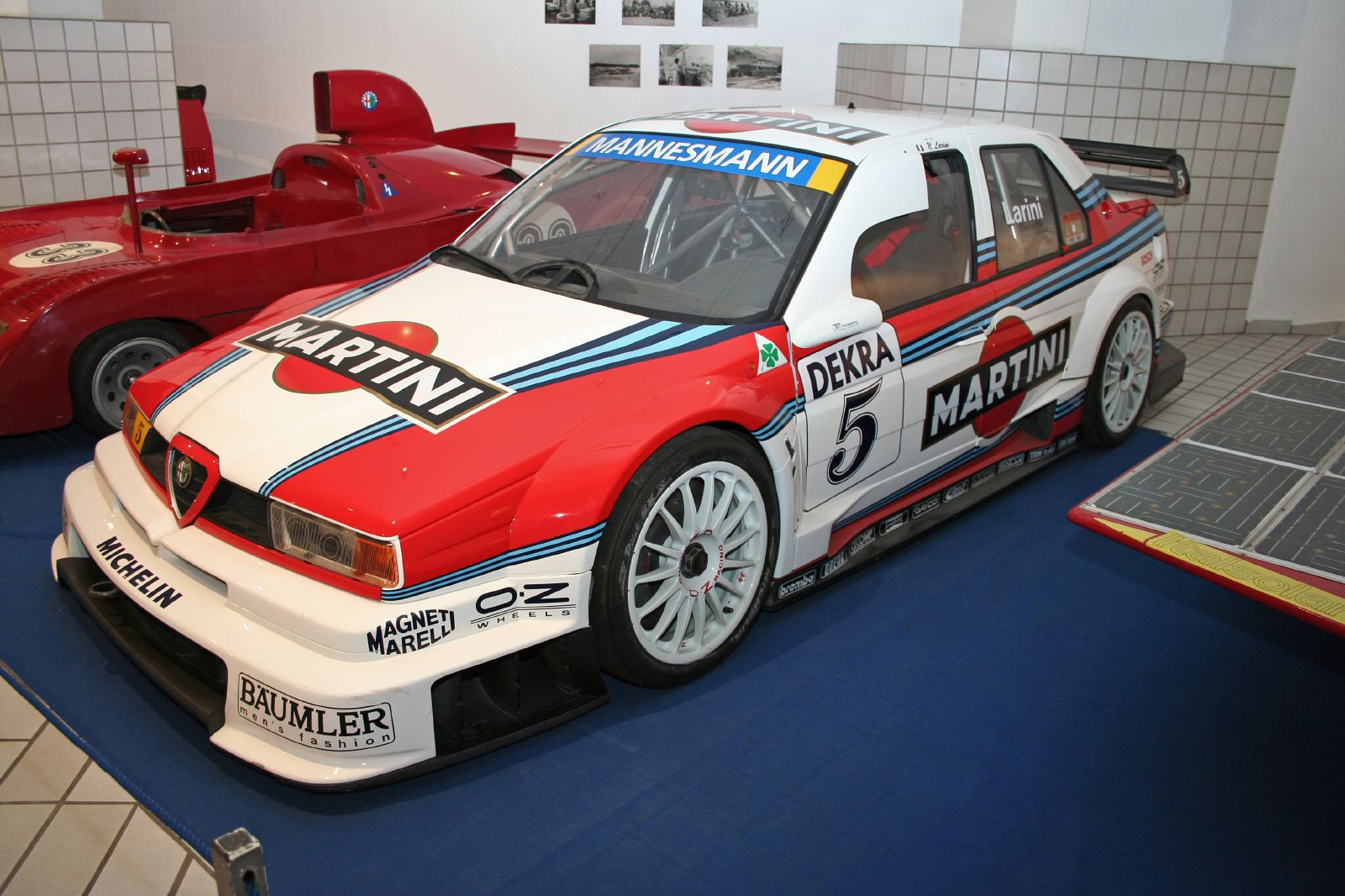
O modelo Alfa Romeu 155 participante do DTM de 1996.

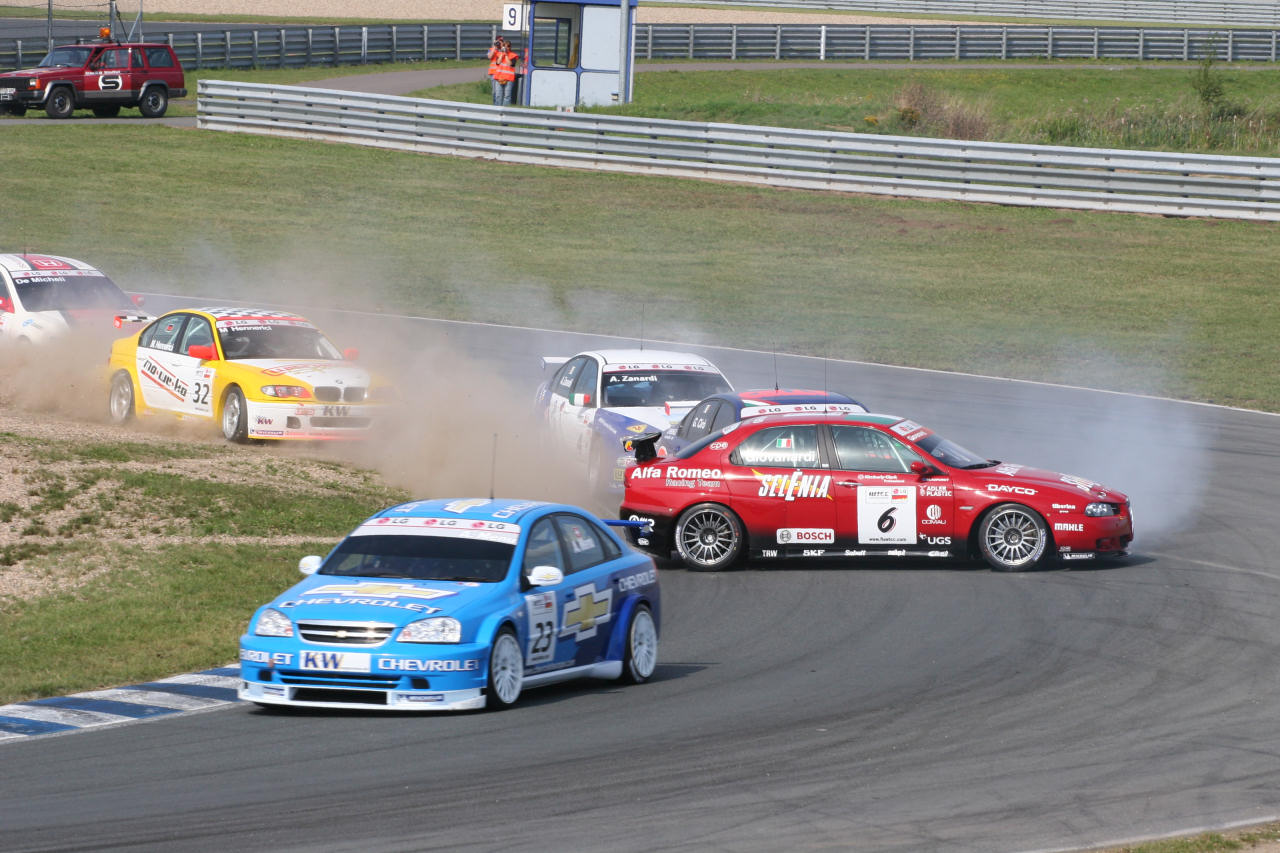
Uma corrida do WTCC de 2005.

### Utilização
Os carros de turismo utilizados em competições, tanto de rali quanto de automobilismo de velocidade em circuitos fechados, são modificações (ou em alguns casos apenas representações), dos modelos de produção em série. Esse tipo de competição é genericamente identificado como: "Corrida de carros de turismo".
Alguns exemplos de competições nas quais esse tipo de automóvel é utilizado:
- Campeonato Mundial de Carros de Turismo
- Deutsche Tourenwagen Masters 1
- Campeonato Britânico de Turismo
- V8 Supercars 1
- TC 2000 1
- Stock Car Brasil 1
- ADAC Procar Series
- NASCAR 1

1 Essas categorias utilizam atualmente carros que são "representações" de carros de turismo.

## Ligações Externas
- Arquivo de Categorias: Brasileiro de Turismo (em português)
- Gran Turismo 6: veja a lista com alguns dos melhores carros do jogo (em português)
- Categorias de Carros Turismo (em português)